# Halowe Mistrzostwa Europy w Lekkoatletyce 1984 – bieg na 1500 m kobiet
Bieg na 1500 metrów kobiet – jedna z konkurencji biegowych rozgrywanych podczas halowych lekkoatletycznych mistrzostw Europy w  hali Scandinavium w Göteborgu. Eliminacje zostały rozegrane 3 marca, a bieg finałowy 4 marca 1984. Zwyciężyła reprezentantka Rumunii Fița Lovin. Tytułu zdobytego na poprzednich mistrzostwach nie broniła Brigitte Kraus z Republiki Federalnej Niemiec, która tym  razem zwyciężyła na dystansie 3000 metrów.

## Rezultaty

### Eliminacje
Rozegrano 2 biegi eliminacyjne, do których przystąpiło 9 biegaczek. Awans do finału dawało zajęcie jednego z dwóch pierwszych miejsc w swoim biegu (Q). Skład finału uzupełniły cztery zawodniczki z najlepszym czasem wśród przegranych (q).
Opracowano na podstawie materiału źródłowego.
Bieg 1
| Miejsce | Zawodniczka       | Czas    | Uwagi |
| ------- | ----------------- | ------- | ----- |
| 1       | Fița Lovin        | 4:18,82 | Q     |
| 2       | Roswitha Gerdes   | 4:18,87 | Q     |
| 3       | Gabriella Dorio   | 4:19,03 | q     |
| 4       | Wanja Gospodinowa | 4:19,04 | q     |
| 5       | Elly van Hulst    | 4:19,24 | q     |
| 6       | Gloria Pallé      | 4:19,51 | q     |

Bieg 2
| Miejsce | Zawodniczka      | Czas    | Uwagi |
| ------- | ---------------- | ------- | ----- |
| 1       | Sandra Gasser    | 4:21,55 | Q     |
| 2       | Maria Radu       | 4:21,85 | Q     |
| 3       | Lynne MacDougall | 4:23,13 |       |

### Finał
Opracowano na podstawie materiału źródłowego.
| Miejsce | Zawodniczka       | Czas    |
| ------- | ----------------- | ------- |
| 1       | Fița Lovin        | 4:10,03 |
| 2       | Elly van Hulst    | 4:11,09 |
| 3       | Sandra Gasser     | 4:11,70 |
| 4       | Wanja Gospodinowa | 4:11,79 |
| 5       | Gloria Pallé      | 4:15,88 |
| 6       | Roswitha Gerdes   | 4:16,34 |
| 7       | Maria Radu        | 4:20,84 |
| 8       | Gabriella Dorio   | 4:23,76 |